# 1774 Kulikov
1774 Kulikov è un asteroide della fascia principale. Scoperto nel 1968, presenta un'orbita caratterizzata da un semiasse maggiore pari a 2,8761347 UA e da un'eccentricità di 0,0688334, inclinata di 1,85438° rispetto all'eclittica.
L'asteroide è dedicato all'astronomo sovietico Dmitri Kuzmich Kulikov. Specializzato in geodesia, guidò cinque spedizioni geodetiche fra il 1934 e il 1941. Durante la seconda guerra mondiale venne decorato per due volte con l'Ordine della Stella Rossa. Dopo la guerra lavorò presso l'Istituto di Astronomia Teorica di Leningrado.